# Каррье, Магали
Магали Каррье (фр. Magali Carrier, род. 21 июня 1978) — французская фехтовальщица-саблистка, призёрка чемпионатов мира и Европы.

## Биография
Родилась в 1978 году в Тулузе. В 1999 году завоевала серебряную медаль чемпионата мира. В 2000 году стала обладательницей бронзовой медали чемпионата мира, а также серебряной медали чемпионата Европы. Завершила карьеру в 2005 году.